# Лецпери
Лецпери (груз. ლეწფერი) — село в Грузии, на территории Местийского муниципалитета края (мхаре) Самегрело-Верхняя Сванетия.

## География
Село находится в северо-западной части Грузии, на правом берегу реки Ненскры (правый приток Ингури), на расстоянии приблизительно 42 километров (по прямой) к западу от посёлка городского типа Местиа, административного центра муниципалитета. Абсолютная высота — 806 метров над уровнем моря.

## Население
По результатам официальной переписи населения 2014 года в Лецпери проживало 88 человек (44 мужчины и 44 женщины). В национальной структуре населения грузины составляли 100 %.
| Год  | Население, человек |
| ---- | ------------------ |
| 2002 | 110                |
| 2014 | ↘ 88               |